# Carandaí (kommun)
Carandaí är en kommun i Brasilien.   Den ligger i delstaten Minas Gerais, i den sydöstra delen av landet, 700 km sydost om huvudstaden Brasília. Antalet invånare är 23 341.
Följande samhällen finns i Carandaí:
- Carandaí

Omgivningarna runt Carandaí är huvudsakligen savann. Runt Carandaí är det ganska glesbefolkat, med 21 invånare per kvadratkilometer.